# Rastislav Bakala
Rastislav Bakala (* 22. duben 1990 Čadca) je slovenský profesionální fotbalista, záložník, od roku 2015 působí v maďarském klubu Hédervári KSE.

## Kariéra
S fotbalem začínal v klubu TJ Snaha Zborov nad Bystricou odkud se přes FK Inter Bratislava dostal do SK Dynamo České Budějovice. V jihočeském týmu se propracoval až do seniorské kategorie. Zbrzdilo ho však zranění, díky kterému odehrál v dresu českobudějovického A-týmu jen deset zápasů. V zimním přestupovém období sezony 2012/2013 odešel na hostování do druholigového slovenského týmu MFK Dolný Kubín a v dubnu 2013 se oba kluby dohodly na přestupu.
V lednu 2014 byl na testech v polském klubu Górnik Zabrze.